# Eckernförder Kreisbahnen T1 und T2
Die Eckernförder Kreisbahnen T1 und T2 waren Schienenbusse für die Eckernförder Kreisbahnen, die 1929 zur Rationalisierung des Personenverkehres beschafft wurden. Grundlage waren von der Vogtländische Maschinenfabrik (VOMAG) hergestellte Autobusse, die zum Schienenfahrzeug umgebaut und verlängert wurden. Diese waren bis in die 1950er Jahre im Einsatz und sind heute nicht mehr vorhanden.

## Geschichte und Einsatz
Die Fahrzeuge entstanden 1929 durch Umbau von Autobussen der Vogtländischen Maschinenfabrik, die dem Schienenverkehr angepasst wurden und verlängert wurden. Die Omnibusse waren in ihrer ursprünglichen Form 7,9 m lang und hatten einen Radstand von 5,45 m. Sie hatten in dieser Form 32 Sitzplätze.
Für den Bahnbetrieb waren aber mindestens 40 Sitzplätze, eine Trennung der Abteile in Raucher/Nichtraucher sowie ein zusätzlicher Gepäckraum gewünscht. Dafür musste der Wagenkasten verlängert werden. Den Umbau des Omnibusses erledigte Linke-Hofmann-Busch, die Karosserie wurde von der Waggon- und Wagenfabrik Hermann Schumann in Werdau umgebaut, die Untergestelle wurden von VOMAG geliefert.
Die Wagen wurden mit Schienenrädern ausgestattet, sie erhielten ein führendes antriebsloses Drehgestell. Die Wagen konnten im täglichen Betrieb nicht überzeugen. Die Motorleistung war zu gering. Der Achsstand war zu groß, was sich bei Kurvenfahrten der Triebwagen mit lautem Quietschen bemerkbar machte. Die nicht optimale Federung hatte zur Folge, dass die Triebwagen beim Fahren beträchtlich schwankte.
Die Gangschaltung war schwergängig und der Motor startträge. Die Wagen konnte nur in eine Richtung verkehren, sie mussten am Zielbahnhof gedreht werden. Es konnte ein Beiwagen befördert werden, wovon wenig Gebrauch gemacht wurde.
Ab 1943 soll der T2 auf dem Abschnitt Eckernförde–Owschlag mit Holzvergaserkessel betrieben worden sein. 1946 riss ihm im Lokschuppen von Owschlag der Motorblock. Als der T1 im gleichen Jahr nach einer Entgleisung einen Achsbruch hatte, konnten keine Reparaturen beim Hersteller durchgeführt werden, da diese in der Sowjetischen Besatzungszone lagen. Daraufhin baute die Werkstatt der Eckernförder Kreisbahnen den T1 mit Hilfe der Ersatzteile des T2 wieder auf, der T2 wurde bis 1948 verschrottet.
Der T1 fuhr noch bis 1952, besonders auf der Strecke von Eckernförde nach Silberbergen, wo auf der Strecke nach Owschlag ein Ausflugslokal lag. Am 27. Dezember 1952 lief seine Untersuchungsfrist ab. Spätestens zu diesem Zeitpunkt wurde er abgestellt und ausgemustert. Das Fahrgestell wurde verschrottet, der Wagenkasten wurde an eine Baufirma in Eckernförde verkauft, wo er bis in die 1960er Jahre als Aufenthaltsraum für Bauarbeiter diente.

## Technische Merkmale/Ausstattung
Das Fahrgestell des Wagens bestand aus genieteten Stahlprofilen, die Karosserie des Busses außen aus mit Stahlblech verkleideter Rahmenkonstruktion in Spantenbauweise. Grundlage war die Konstruktion eines sogenannten VOMAG-Riesen-Omnibusses. Dieses Fahrzeug war nach vorne mit einem Gepäckraum verlängert worden. Um den Abstand zwischen Getriebe und hinterer Antriebsachse nicht zu groß werden zu lassen, wurde die hintere Achse unter das vierte Seitenfenster gelegt. Das ergab einen größeren hinteren Überhang. Vorn wurde unter dem Motor ein zweiachsiges Drehgestell mit einem Raddurchmesser von 600 mm angeordnet. Der Wagen hatte auf jeder Seite zwei 800 mm breite Schiebetüren. Er besaß ein Fahrgastabteil mit zwei Abteilen, die durch eine Trennwand mit einer Schiebetür abgetrennt waren. Die Innenräume hatten eine Sperrholzverkleidung, die Sitze waren mit Leder bezogene Standardsitze aus dem Omnibusbau. Der Wagen hatte einen Dachgepäckträger mit einem Aufstieg durch eine Leiter neben der vorderen Einstiegstür.
Der Wagen hatte einen Vierzylinder-Viertakt-Reihen-Ottomotor mit einem Hubraum von 7470 m³, der im Mittel 65 PS (48 kW) bei einer Drehzahl von 1.200/min leistete. Der Verbrauch lag bei 35 Liter Benzin auf 100 Kilometer. Die Maschinenanlage lag wegen des Drehgestellausschlages entsprechend hoch im Vorbau. Die Kraftübertragung wurde mechanisch über ein Getriebe mit drei Vorwärts- und einem Rückwärtsgang realisiert, mittels einer langen Kardanwelle wurde die hintere Achse angetrieben. Der Wagen war mit einer Saugluftbremse von Knorr und einer Handbremse ausgerüstet, sie wirkten auf die hintere Achse. Der Triebwagen konnte einen Beiwagen mitführen.